# PGA Championship (Verenigde Staten)
Het PGA Championship is een Amerikaans golftoernooi dat jaarlijks wordt georganiseerd door de Amerikaanse PGA (Professional Golfers Association of America). Het is een van de vier Majors van het golfseizoen, naast de Masters, het US Open en het Brits Open. De winnaar ontvangt de Wanamaker Trophy.

## Geschiedenis
Het toernooi werd tot 2019 altijd gespeeld in het derde weekend van augustus, voor Labor Day, en was daarmee de vierde en laatste Major van het jaar. Sinds 2019 wordt het toernooi, als tweede Major, gespeeld in mei in het weekend voor Memorial Day.
In lijn met de andere Majors, verwerft de winnaar van het PGA Championship privileges die een bepaalde zekerheid garanderen in zijn golfloopbaan. Winnaars zijn automatisch uitgenodigd voor deelname aan de drie andere Majors, alsook het Players Championship voor de volgende vijf jaar, en mogen daarnaast voor het leven deelnemen aan het PGA Championship. Ze krijgen een lidmaatschap van de PGA Tour voor de volgende vijf seizoenen en de European Tour voor de volgende zeven seizoenen.
De PGA is de enige van de vier Majors waaraan vrijwel alleen professionals deelnemen. Het toernooi wordt op wisselende locaties gehouden.
In 2020 werd het toernooi vanwege Covid-19 verplaatst naar de eerste week van augustus. Na de bestorming van het Amerikaanse Capitool in 2021 door aanhangers van president Trump besloot de PGA de editie van 2022 niet meer op de Trump National Golf Club in Bedminster te organiseren.

## Formule

### Matchplay
Het toernooi werd voor het eerst gehouden in 1916 op de Siwanoy Country Club in Bronxville, New York. Winnaar was de in Engeland geboren Jim Barnes, die in de Verenigde Staten woonde en in 1910 de Amerikaanse nationaliteit had gekregen. De formule was matchplay, de andere finalist was ook een immigrant, Jock Hutchison. In 1919 versloeg Barnes finalist Fred McLeod met 6&5.
Gene Sarazen won in 1922 op 20-jarige leeftijd, en in 1923 versloeg hij Walter Hagen met een birdie op de 38ste hole.
In 1942 won Sam Snead zijn eerste Major.

### Strokeplay
in 1958 schakelde men over naar strokeplay over 72 holes (4 ronden).

## Meervoudige winnaars
De meeste overwinningen in het PGA Championship staan op naam van de Amerikanen Walter Hagen (5 overwinningen tussen 1921 en 1927) en Jack Nicklaus (5 overwinningen tussen 1963 en 1980). Tiger Woods heeft 4 overwinningen behaald terwijl Gene Sarazen (tussen 1922 en 1933) en Sam Snead (tussen 1942 en 1951) elk 3 maal de titel wonnen.
Pádraig Harrington was na 78 jaren in 2008 de eerste Europeaan die het toernooi won.

## Winnaars sinds 1958
| - 1958: Dow Finsterwald - 1959: Bob Rosburg - 1960: Jay Hebert - 1961: Jerry Barber - 1962: Gary Player - 1963: Jack Nicklaus - 1964: Bobby Nichols - 1965: Dave Marr - 1966: Al Geiberger - 1967: Don January - 1968: Julius Boros - 1969: Ray Floyd - 1970: Dave Stockton - 1971: Jack Nicklaus - 1972: Gary Player | - 1973: Jack Nicklaus - 1974: Lee Trevino - 1975: Jack Nicklaus - 1976: Dave Stockton - 1977: Lanny Wadkins - 1978: John Mahaffey - 1979: David Graham - 1980: Jack Nicklaus - 1981: Larry Nelson - 1982: Ray Floyd - 1983: Hal Sutton - 1984: Lee Trevino - 1985: Hubert Green - 1986: Bob Tway - 1987: Larry Nelson | - 1988: Jeff Sluman - 1989: Payne Stewart - 1990: Wayne Grady - 1991: John Daly - 1992: Nick Price - 1993: Paul Azinger - 1994: Nick Price - 1995: Steve Elkington - 1996: Mark Brooks - 1997: Davis Love III - 1998: Vijay Singh - 1999: Tiger Woods - 2000: Tiger Woods - 2001: David Toms - 2002: Rich Beem | - 2003: Shaun Micheel - 2004: Vijay Singh - 2005: Phil Mickelson - 2006: Tiger Woods - 2007: Tiger Woods - 2008: Pádraig Harrington - 2009: Yong-eun Yang - 2010: Martin Kaymer - 2011: Keegan Bradley - 2012: Rory McIlroy - 2013: Jason Dufner - 2014: Rory McIlroy - 2015: Jason Day - 2016: Jimmy Walker - 2017: Justin Thomas | - 2018: Brooks Koepka - 2019: Brooks Koepka - 2020: Collin Morikawa - 2021: Phil Mickelson - 2022: Justin Thomas - 2023: Brooks Koepka - 2024: Xander Schauffele |

## Winnaars voor 1958
| - 1916: Jim Barnes - 1917: niet gespeeld wegens WWI - 1918: niet gespeeld wegens WWI - 1919: Jim Barnes - 1920: Jock Hutchison - 1921: Walter Hagen - 1922: Gene Sarazen - 1923: Gene Sarazen - 1924: Walter Hagen - 1925: Walter Hagen - 1926: Walter Hagen | - 1927: Walter Hagen - 1928: Leo Diegel - 1929: Leo Diegel - 1930: Tommy Armour - 1931: Tom Creavy - 1932: Olin Dutra - 1933: Gene Sarazen - 1934: Paul Runyan - 1935: Johnny Revolta - 1936: Denny Shute - 1937: Denny Shute | - 1938: Paul Runyan - 1939: Henry Picard - 1940: Byron Nelson - 1941: Vic Ghezzi - 1942: Sam Snead - 1943: geannuleerd - 1944: Bob Hamilton - 1945: Byron Nelson - 1946: Ben Hogan - 1947: Jim Ferrier - 1948: Ben Hogan | - 1949: Sam Snead - 1950: Chandler Harper - 1951: Sam Snead - 1952: Jim Turnesa - 1953: Walter Burkemo - 1954: Chick Harbert - 1955: Doug Ford - 1956: Jack Burke jr. - 1957: Lionel Hebert |

Jim Barnes (1886-1966) en Jock Hutchinson (1884-1977) emigreerden naar de Verenigde Staten. Hutchison kreeg in 1920 de Amerikaanse nationaliteit.

## Kwalificatie
De maximaal 156 deelnemers kunnen zich op verschillende manieren plaaten:
1. Alle voormalige winnaars van het PGA Kampioenschap;
2. De winnaars van de laatste vijf US Opens;
3. De winnaars van de laatste vijf Masters;
4. De winnaars van de laatste vijf Britse Opens;
5. De winnaar van het US Senior PGA Kampioenschap;
6. De top 15 van het laatste PGA Kampioenschap;
7. De top 20 van het laatste Nationaal PGA Kampioenschap van Amerika;
8. De top 70 van de laatste WGC - Bridgestone Invitational;
9. Alle leden van het laatste Ryder Cup team, mits zij nog in de top 100 van de Official World Golf Ranking staan op de maandag 10 dagen voor de aanvang van het toernooi;
10. Alle winnaars van goedgekeurde toernooien sinds de vorige editie van het PGA Kampioenschap;
11. Overgebleven plaatsen worden opgevuld van vastgestelde ranglijsten.

Alle Amerikaanse deelnemers moeten lid zijn van de Amerikaanse PGA.